# 900 (číslo)
Devět set je přirozené číslo. Římskými číslicemi se zapisuje CM, řeckými číslicemi se zapisuje ϡʹ a hebrejskými číslicemi se zapisuje ץ. Následuje po čísle osm set devadesát devět a předchází číslu devět set jedna.

## Matematika
900 je:
- Čtvercové číslo
- Abundantní číslo
- Složené číslo
- Nešťastné číslo
- Druhá mocnina čísla 30

## Astronomie
- (900) Rosalinde je planetka hlavního pásu, kterou objevil v roce 1918 Max Wolf

## Roky
- 900
- 900 př. n. l.